# Гора Большая (Хакасия)
Гора Большая (Долгий мыс) — памятник природы в окрестностях села Верх-Ерба в Боградском районе Хакасии. Участок степи в предгорьях Батенёвского кряжа в Боградской лесостепи. Площадь 200 га.
Образован решением Хакасского Облисполкома от 21 июля 1988 № 164.
Комплекс фитоценозов степного и лесостепного поясов: сосновое и лиственничное редколесье по каменистой степи. Геологические отложения нижнего кембрия. Имеет природоохранное, научное, эстетическое, просветительское, эстетическое, рекреационное значение.